# Рубрен
Рубрен (5,6,11,12-тетрафенилтетрацен) — полициклический ароматический углеводород красного цвета, являющийся хемилюминисцентным люминофором, использующимся в химических источниках света для создания жёлтого свечения.

## Синтез
Рубрен синтезируют, вводя в реакцию 1,1,3-трифенилпроп-2-инол с тионилхлоридом.
Полученный трифенилзамещенный аллен претерпевает димеризацию, включающую внутримолекулярное [4+2]-циклоприсоединение с последующей ароматизацией, сопровождающейся дегидрохлорирование, с образованием рубрена.